# 舍曼鎮區 (愛荷華州科蘇特縣)
舍曼鎮區（英語：Sherman Township）是位於美國愛荷華州科蘇特縣的一個行政鎮區。

## 地方資料
根據2010年美國人口普查的數據，舍曼鎮區的面積為92.47平方千米，當中陸地面積為92.47平方千米，而水域面積為0.00平方千米。當地共有人口175人，而人口密度為每平方千米1.89人。